# 김성훈 (1993년)
김성훈(金成勳, 1993년 10월 27일 ~ )은 전 KBO 리그 kt 위즈의 내야수, 외야수이다.

## 아마추어 시절
서울 청원고등학교 시절 외야수로 활동했지만 프로에서 지명되지 못해 대학에 진학했고, 디지털서울문화예술대학교에 진학하자마자 포지션을 유격수로 변경했다. 디지털서울문예대 2학년 때인 2013년 대학야구 춘계리그에서 허정협과 함께 고려대와 원광대를 꺾으며 돌풍을 일으켰으며, 4학년 때인 2015년 춘계리그에서 주장이자 1번 타자로 맹활약해 팀이 처음으로 전국 대회 8강에 진출하는 데 기여했다.
이러한 활약에 힘입어 2015년 7월에 하계 유니버시아드 야구 국가대표팀에 발탁돼 주전으로 활약하며 한국이 20년 만에 유니버시아드 야구 메달을 획득하는 데 일조했다.

## 삼성 라이온즈시절
2016년 신인 드래프트에서 2차 6라운드에 지명돼 입단하였다. 유격수가 아닌 2루수로 2군 생활을 시작했지만 2군에서 타격 부진으로 1군에 올라갈 기회를 좀처럼 잡지 못했다. 10월 8일 1군 최종전을 앞두고 처음으로 1군에 등록됐으나 경기에는 출장하지 못했다.
2017년에 김상수의 부상으로 인해 생긴 팀의 내야 키스톤의 공백을 당시 감독이었던 김한수가 강한울, 조동찬만으로 메꾸기엔 무리라는 판단을 해 7월에 1군으로 콜업됐다. 7월 29일 넥센전에서 데뷔 첫 경기를 치렀고, 경기에서 1타수 무안타를 기록했다. 7월 30일에 첫 선발 출장해 데뷔 첫 안타를 번트 안타로 기록했다. 이후 8월 2일 두산전에서 니퍼트를 상대로 데뷔 첫 3루타를 쳐 냈고 허경민의 실책으로 득점하는 등 좋은 활약들을 꾸준히 펼쳤다. 후반기 47경기에 출전해 타율 0.318, 18타점, 4도루를 기록하며 기대 이상의 시즌을 보냈다. 규정 타석은 채우지 못했지만 0.370의 높은 출루율을 기록했다. 장타력은 부족했지만 적극적인 주루가 팀 타선에 큰 활력소가 됐다.
2018년 5월 김상수의 부상 공백으로 꾸준한 기회를 얻었다. 9월 19일 KIA전에서 데뷔 첫 5안타를 기록하는 등 후반부 들어 클러치 히팅 능력이 빛을 발하며 2할대 타율, 24타점, 12도루. 2019년 5월 26일 키움전에서 제이크 브리검을 상대로 데뷔 첫 홈런을 기록했다. 이는 삼성 라이온즈의 역전승의 교두보가 되었다.

## kt 위즈시절
2020년 KBO 리그 2차 드래프트를 통해 이적하였다. 2022년 시즌 후 방출됐다.

## 응원가
- 삼성 라이온즈 시절

안타 안타 팡! 김성훈 x2
승리 위해 달려간다! 최강 삼성 김성훈
(헤이!) 팡팡팡 안타 안타 팡 팡팡팡 안타 안타 팡 
삼성의 승리를 위해서 워우워우예예예~! 
팡팡팡 안타 안타 팡 팡팡팡 안타 안타 팡 
삼성의 승리를 위해서 워우워우예예예~!

## 출신 학교
- 서울길동초등학교
- 건국대학교 사범대학 부속중학교
- 서울 청원고등학교
- 디지털서울문화예술대학교

## 통산 기록
| 연도 | 팀명  | 타율  | 경기 | 타수 | 득점 | 안타 | 2루타 | 3루타 | 홈런 | 루타 | 타점 | 도루 | 도실 | 볼넷 | 사구 | 삼진 | 병살 | 실책 |
| ---- | ----- | ----- | ---- | ---- | ---- | ---- | ----- | ----- | ---- | ---- | ---- | ---- | ---- | ---- | ---- | ---- | ---- | ---- |
| 2017 | 삼성  | 0.318 | 47   | 151  | 27   | 48   | 4     | 2     | 0    | 56   | 18   | 4    | 2    | 12   | 1    | 16   | 2    | 2    |
| 2018 | 삼성  | 0.243 | 110  | 185  | 24   | 45   | 9     | 3     | 0    | 60   | 24   | 12   | 6    | 16   | 6    | 23   | 2    | 4    |
| 2019 | 삼성  | 0.182 | 65   | 77   | 14   | 14   | 1     | 1     | 1    | 20   | 5    | 4    | 3    | 7    | 0    | 11   | 0    | 3    |
| 통산 | 3시즌 | 0.259 | 222  | 413  | 65   | 107  | 14    | 6     | 1    | 136  | 47   | 20   | 11   | 35   | 7    | 50   | 4    | 9    |